# Крест Польских Вооружённых сил, сражавшихся на Западе
Памятный знак отличия «Военный крест Польских вооруженных сил, сражавшихся на Западе» — государственная награда Польской Народной Республики.

## История
Военный крест Польских вооружённых сил, сражавшихся на Западе, учреждён в соответствии с Указом Сейма Польской Народной Республики от 17 мая 1989 года.
Этой награды удостаивались воины-ветераны Польских вооружённых сил на Западе, воевавшие против фашистской Германии в составе войск стран антигитлеровской коалиции.
Поражение в сентябрьской кампании и оккупация страны не сломили в поляках воли к борьбе и свободе. Польский солдат воевал на всех фронтах – во Франции, под Нарвиком, в воздушной битве за Англию, под Монте Кассино и в Северной Африке – на суше, на море и в воздухе.

## Описание знака
Знак отличия представляет собой мальтийский крест с плечами, выполненными в виде стилизованных букв V (Victory). Изготавливался из оксидированного под серебро металла.
На лицевой стороне креста в центральной его части помещено изображение коронованного орла со щитом амазонки в когтях – эмблема Польских Вооружённых сил, носимая на головном уборе.
На оборотной стороне креста надпись в пять строк: 1939 / POLSKIE / SILY ZBROJNE / NA ZACHODZIE / 1945 .
Все надписи и изображения на кресте выпуклые, рельефные.
Размеры креста: 42 х 42 мм, основание 14 мм.
В верхней части креста имеется ушко с кольцом, с помощью которого он крепится к ленте. На лицевую сторону кольца нанесен узор.
Лента военного креста Польских вооруженных сил, сражавшихся на Западе, шелковая муаровая многоцветная шириной 36 мм. Посредине ленты проходит бело-красная полоса (9 мм) по бокам от которой расположены полоски голубого (4,5 мм), чёрного (4,5 мм) и зелёного (4,5 мм) цвета – цвета Воздушных сил, Флота и Армии соответственно.
Каждая кампания, в которой принимали участие Польские вооружённые силы на Западе, обозначалась серебряным накладкой с географическим названием местности:
- NARWIK (Нарвик)
- LAGARDE
- MAICHE-St. HIPPOLYTE
- BITWA O ANGLIĘ (Битва за Англию)
- TOBRUK (Тобрук)
- MONTE CASSINO (Монтекассино)
- ANKONA (Битва при Анконе)
- FALAISE-CHAMBOIS (Фалезская операция)
- AXEL
- ARNHEM (Голландская операция)
- BREDA (Бреда)
- BOLONIA (Болонья)
- WILHELMSHAVEN (Вильгельмсхафен)
- DZIAŁANIA BOJOWE LOTNICTWA
- BITWY I KONWOJE MORSKIE (Морские битвы и конвои)

Накладка крепится к ленте. Его ширина 8 мм. Это единственная награда в польской наградной системе с таким оформлением ленты.
Военный крест Польских вооружённых сил, сражавшихся на Западе, носился на левой стороне груди после креста Узников фашистских концлагерей.